# Арад (аеропорт)
Міжнародний аеропорт Арад (IATA: ARW, ICAO: LRAR) розташований на відстані 4 км на захід від Арада, на заході Румунії, в історичному регіоні Кришана. Міжнародний аеропорт Арад також має вантажний термінал, найбільший і найсучасніший у західній Румунії. Аеропорт також служить регіональною базою санітарної авіації SMURD для п'яти західних округів, що утворюють регіон (Арад, Біхор, Тіміш, Хунедоара та Карас-Северін). SMURD Arad керує 1 Eurocopter EC135, переобладнаним для виконання ролі санітарної авіації. Аеропорт Арад напряму з'єднаний з автомагістраллю А1 (частина Пан'європейського коридору IV), однією з найважливіших і активно використовуваних автомагістралей у Румунії.

## Історія
На землі Гаївського передмістя вже була інфраструктура із злітно-посадковою смугою, ангаром і терміналом, ще з часів військової кампанії 1917 року.
У результаті переговорів, які відбулися з метою будівництва нового аеропорту, 30 травня 1935 року цивільна муніципальна авіація надала землю в передмісті Сеала, де почалося будівництво для будівництва інфраструктури. Будівельні роботи завершилися в 1936 році, а офіційне відкриття нового аеропорту відбулося 14 листопада 1937 року. З цього моменту весь повітряний рух здійснювався на цьому місці, а посадки та зльоти відбувалися на трав'яній злітно-посадковій смузі. У 1953 році була побудована бетонна злітно-посадкова смуга довжиною 2000 метрів, оскільки цього вимагало збільшення трафіку. Руліжні доріжки A і D були побудовані одночасно зі злітно-посадковою смугою. Система освітлення була перебудована в 1954 році з використанням ламп Elba.
Сучасна злітно-посадкова смуга схід-захід, бетонна, розміром 2000 × 45 м, і оснащена сучасною системою освітлення IDMAN, що складається з маргінального та осьового світла, порогових вогнів, освітлювальних приладів на обох напрямках руху та системи посадки за приладами категорії II.

### Майбутній розвиток

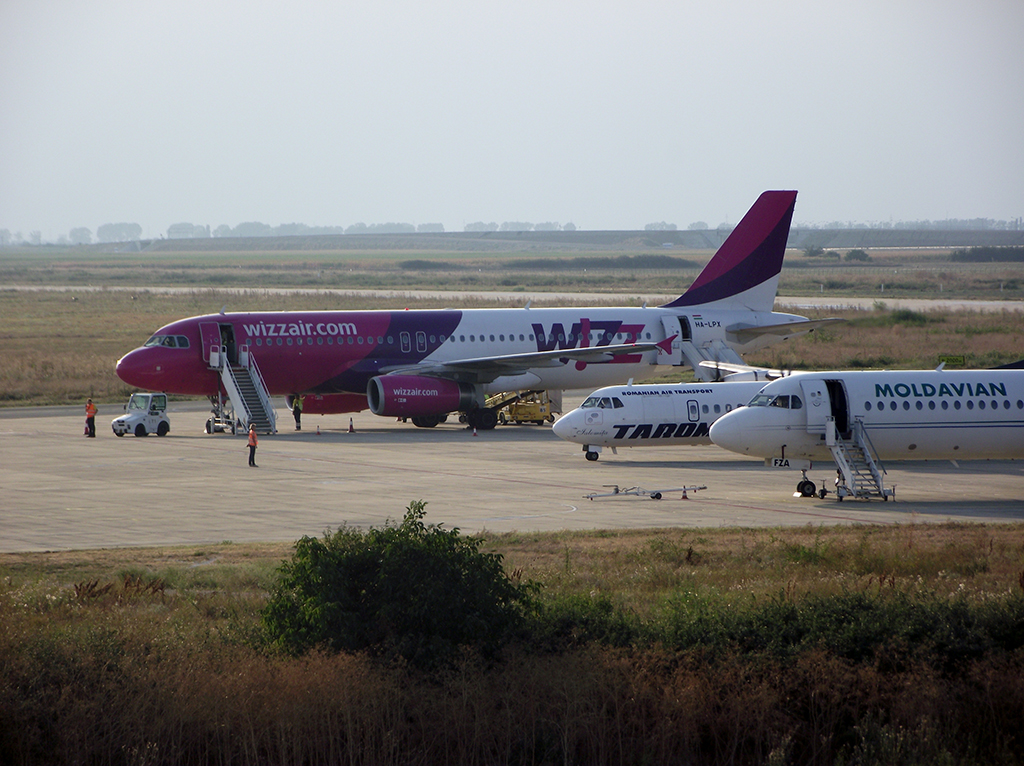
Платформа аеропорту Арад у напружений день у 2013 році: Airbus A320 Wizz Air, TAROM ATR 72 і молдавський Fokker 100

Розширення злітно-посадкової смуги до 2500 м пропонувалося протягом останніх кількох років, однак жодного реального фінансового рішення не було знайдено. Розширення дозволить працювати більш важким вантажним літакам, що дозволить краще використовувати можливості вантажного терміналу.
Останні проєкти враховують перетворення невикористаної частини вантажного терміналу в термінал відправлення пасажирів, щоб залучити більше авіакомпаній до аеропорту. Розширення або капітальний ремонт пасажирського терміналу визнано абсолютно необхідним для розвитку аеропорту.
У червні 2014 року було підписано контракт на розширення та модернізацію пасажирського терміналу, включаючи перетворення невикористаного простору вантажного терміналу на призначений термінал відправлення. Після завершення розширення буде створено понад 4200 квадратних метрів площі для відправлення та дозволить додатково збільшити пасажиропотік понад 200 000 пасажирів на рік. Існуючий пасажирський термінал буде використовуватися тільки для прильотів, а нове приміщення буде перетворено на термінал відправлення. Таким чином вантажний термінал буде зменшено до 700 квадратних метрів, але оператор заявив, що навколишніх територіях все ще достатньо місця для майбутнього зростання. Будівельні роботи розраховані на 12 місяців.

### Вантажний термінал
Вантажний термінал аеропорту Арад, найбільший у своєму роді в західній Румунії, є основним компонентом міжнародного аеропорту Арад і розташований неподалік від вільної зони Арад, здатний прийняти вантажні повітряні перевезення, які з'єднують Західну Європу з Близьким Сходом. Він розташований недалеко від угорського кордону.

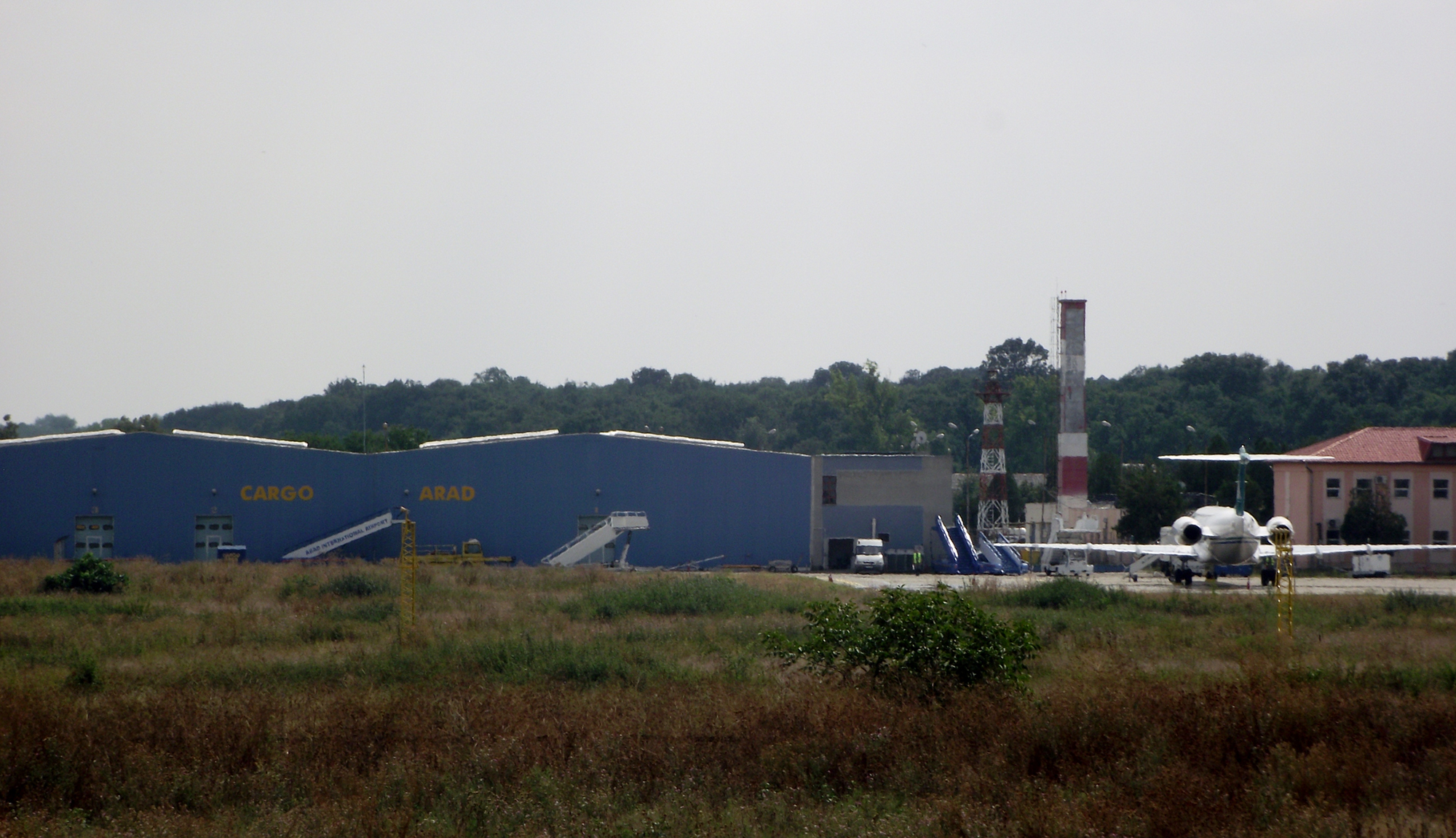
Вантажний термінал і платформа міжнародного аеропорту Арад видно з автостради A1.

Його розташування дозволяє легко дістатися компаніям, які працюють у округах поблизу Арада (Біхор, Альба, Хунедоара — Румунія та Бекеш, Чонград — Угорщина) для транспортування вантажів.
Аеропорт може взяти на себе повітряні вантажні перевезення з усіма зручностями повітряно-автомобільного транспорту, використовуючи робочі паркувальні платформи вантажного типу, критий майданчик для розміщення вантажу, який також дозволяє митний контроль, паркувальну платформу для літаків, і він надає спеціальні одиниці як для повітряних, так і для наземних транспортних засобів. Перон має площу 16020 кв.м, 41/R/C/W/T і пропонує можливість паркування 3 літаків класу «C» і «D» ICAO одночасно. Термінал має загальну площу 5000 кв.м., 13 воріт для доступу до рампи автоматичного завантаження/розвантаження та 4 воріт для доступу до рампи для завантаження/розвантаження літака.

## Авіалінії та напрямки
Наступні авіакомпанії виконують регулярні регулярні та чартерні рейси в аеропорт Арад:
| Авіакомпанія      | Пункт призначення        |
| ----------------- | ------------------------ |
| Corendon Airlines | Сезонний чартер: Анталія |

## Статистика
Див. джерело запитів Вікіданих та джерела.